# 埃尔布隆格省
埃爾布隆格省（波蘭語：Województwo elbląskie）是波蘭歷史上的一個省，始於1975年。1999年1月1日被併入濱海省和瓦爾米亞-馬祖里省。
1998年面積6,103平方公里。人口495,100人。首府埃爾布隆格。